# Hana Hatae
Hana Rebecca Hatae (* 15. Juli 1988 in  Tarzana, Los Angeles, Kalifornien) ist eine US-amerikanische Schauspielerin.

## Leben und Karriere
Hatae wurde im Stadtteil Tarzana von Los Angeles, Kalifornien geboren. Frühe Bekanntheit erlangte sie als Kinderdarstellerin in der Rolle der Molly O'Brien in der Science-Fiction-Fernsehserie Star Trek: Deep Space Nine. Nach Ende der Serie zog sie sich zunächst von der Schauspielerei zurück und tritt erst seit 2017 wieder als Darstellerin in Erscheinung.

## Filmografie
- 1992: Raumschiff Enterprise – Das nächste Jahrhundert (Fernsehserie, eine Folge)
- 1993–99: Star Trek: Deep Space Nine (Fernsehserie, Nebenrolle)
- 1998: Alle unter einem Dach (Fernsehserie, eine Folge)
- 2017: Renegades – The Series (Webserie, Nebenrolle)
- 2017: Monster School Animation (Fernsehserie, Stimme)
- 2018: 5th Passenger
- 2018: What We Left Behind: Looking Back at Deep Space Nine (Dokumentarfilm)
- 2019: The Circuit